# Писцинас
Пишинас (также Лас Пишинас, итал. Deserto di Piscinas) — пустынная территория в западной части острова Сардиния, Италия. Расположена в муниципалитете Арбус и он занимает площадь около 5 км² вдоль так называемого Зелёного побережья (Коста-Верде). Расположена в 88 км к северу от г. Пишинас. Это одна из немногих пустынь Северного Средиземноморья. Как другие подобные пустынные образования, Табернас, Аккона и Агриате (Корсика), Пишинас образовалась в результате особого ветрового режима, влиянием сухих жарких ветров с Сахары (сирокко), а также антропогенного воздействия (вырубка лесов и выпас скота).

## Рельеф
Большую часть пустыни занимают песчаные дюны, которые распространяются от берега к внутренней части приблизительно на 2 км, достигая в высоту до 100 метров. Постоянно изменяются под воздействием ветров, дующих с моря.

## Флора и фауна
Флора региона представлена следующими видами: можжевельник, испанский дрок, молочай и прочие. В долине р. Писцинас произрастают тамариск, камыши и другие кустарники. В фауне присутствуют сардинский олень, средиземноморская черепаха, хамелеон и морская черепаха (Caretta caretta), откладывающая яйца на побережье.

## Писцинас (река)
С севера пустыню окаймляет река Писцинас, которая рождается в окрестности Монтевеккьо. Река питается ключами, бьющими на месте брошенных рудников, которые придают воде красноватый оттенок. Именно по этой причине реку Писцинас прозвали «Красная река».

## Галерея

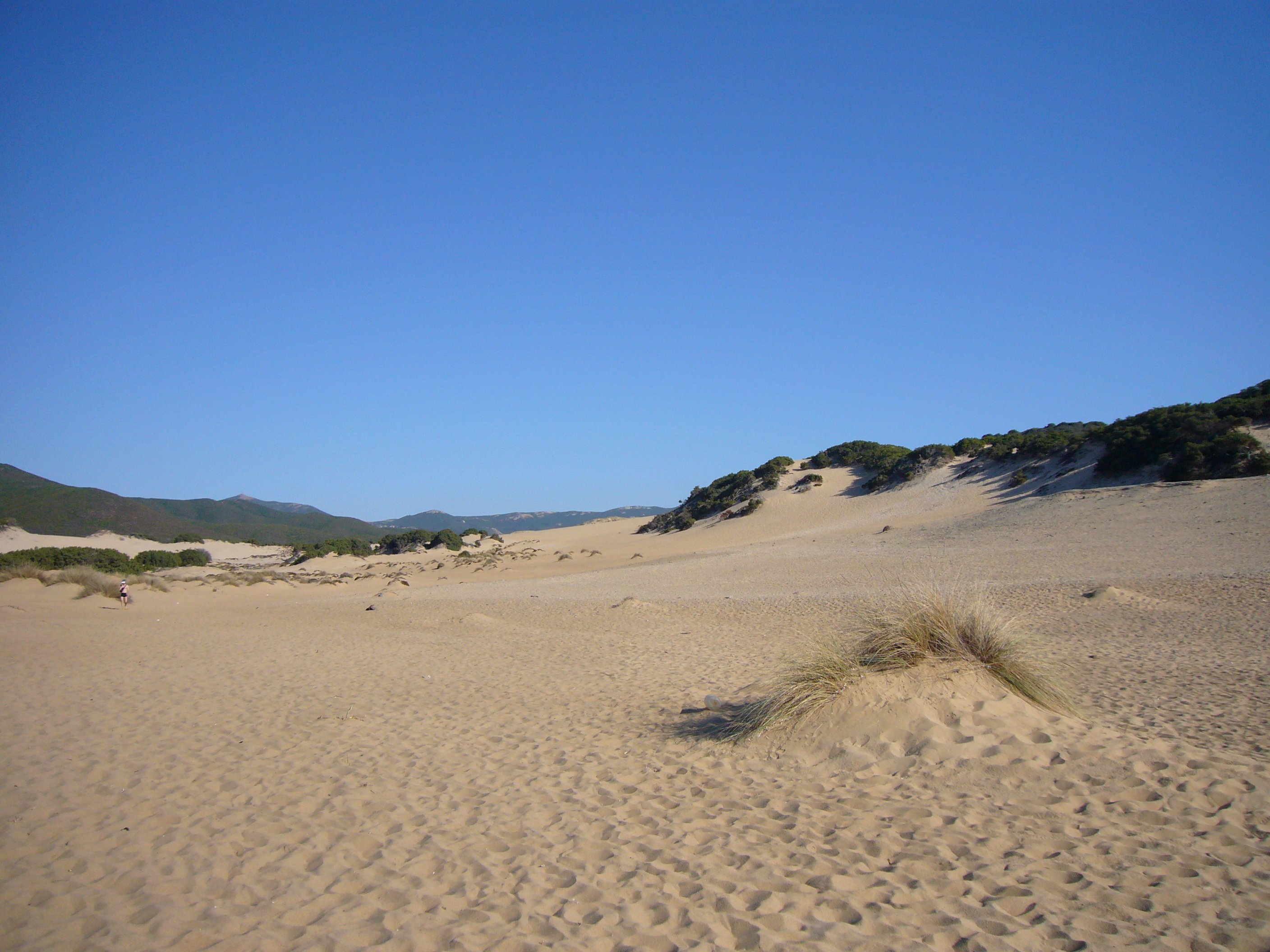
Dune della spiaggia di Piscinas
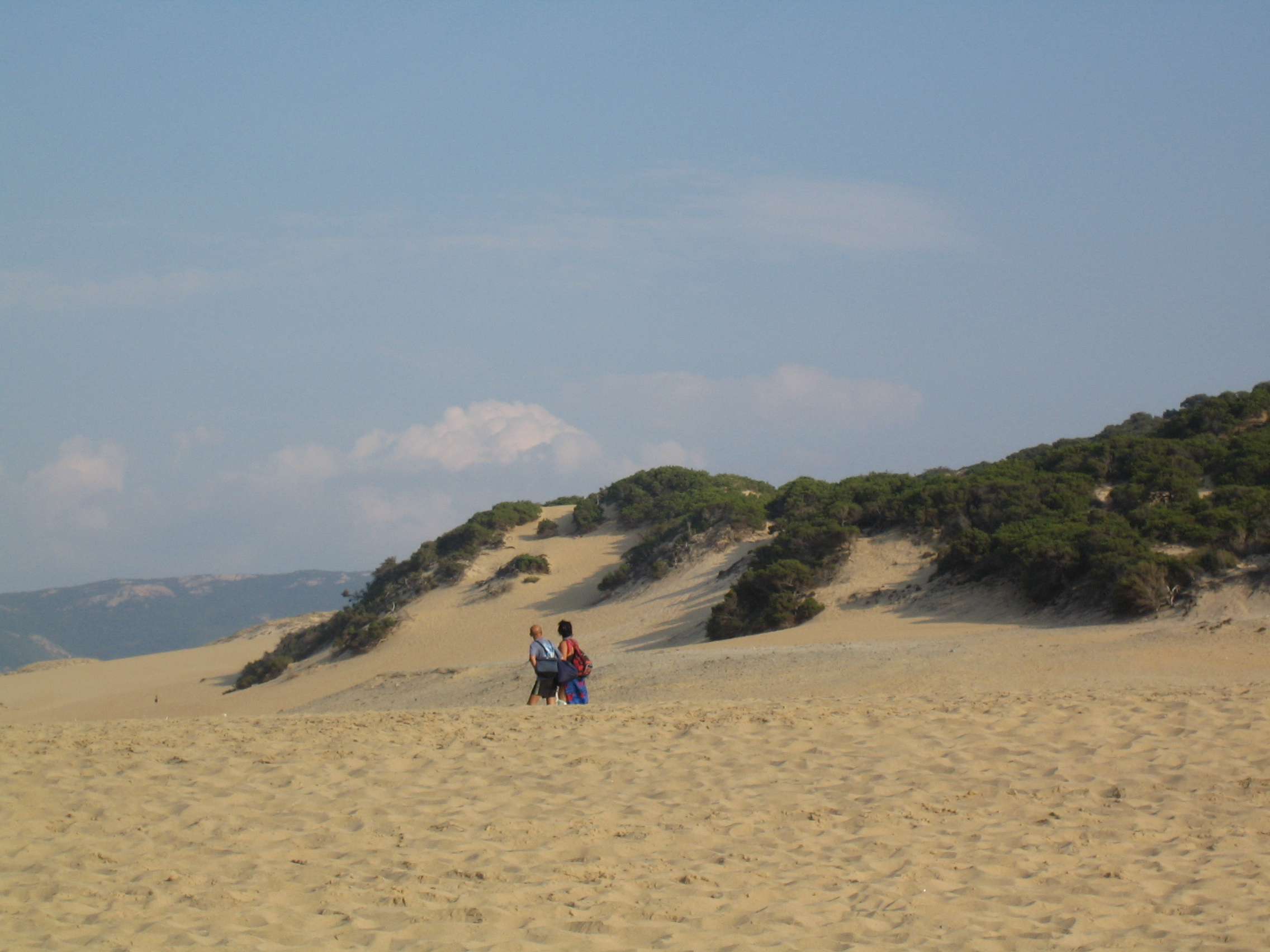
Camminando tra le dune
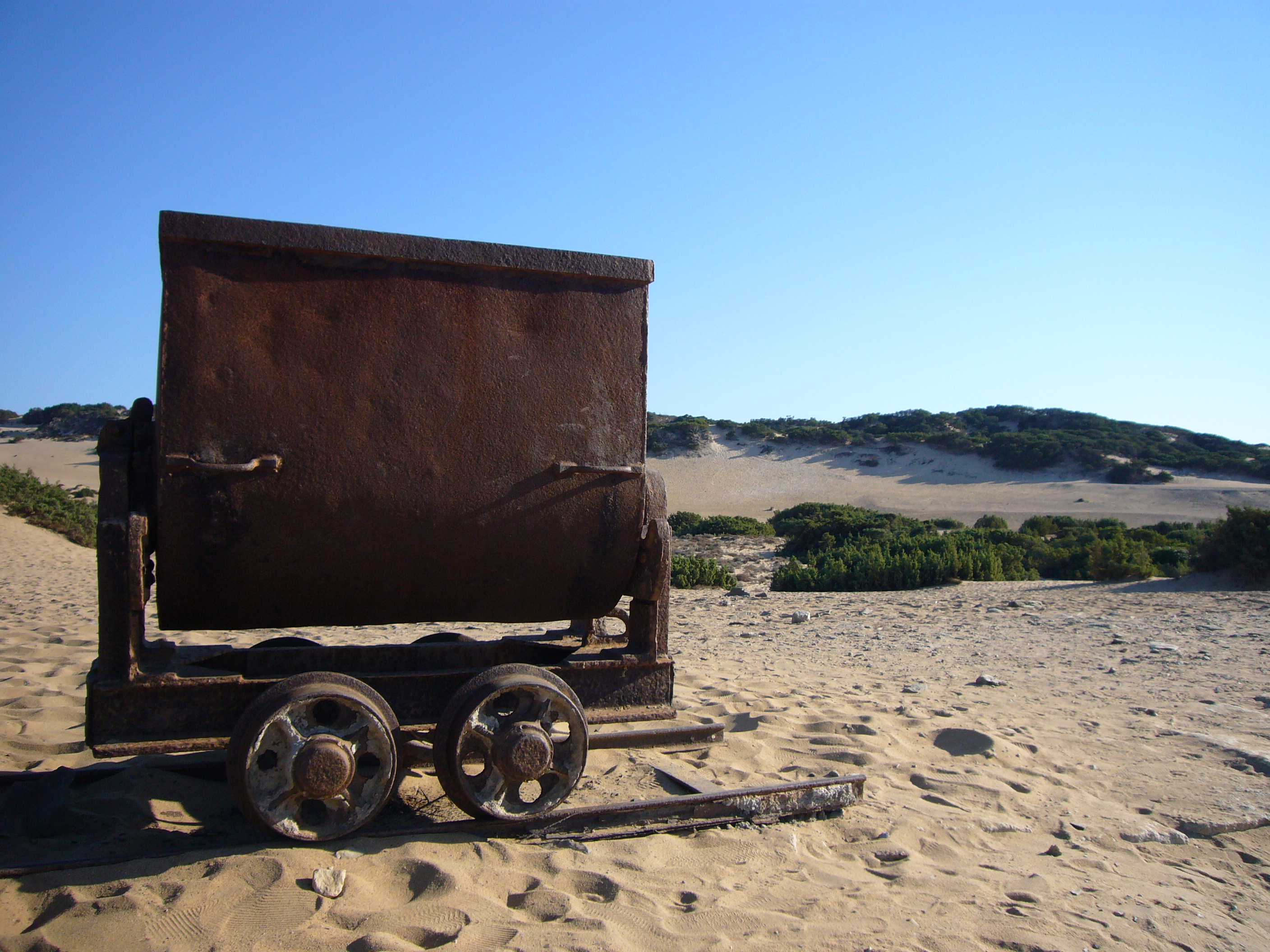
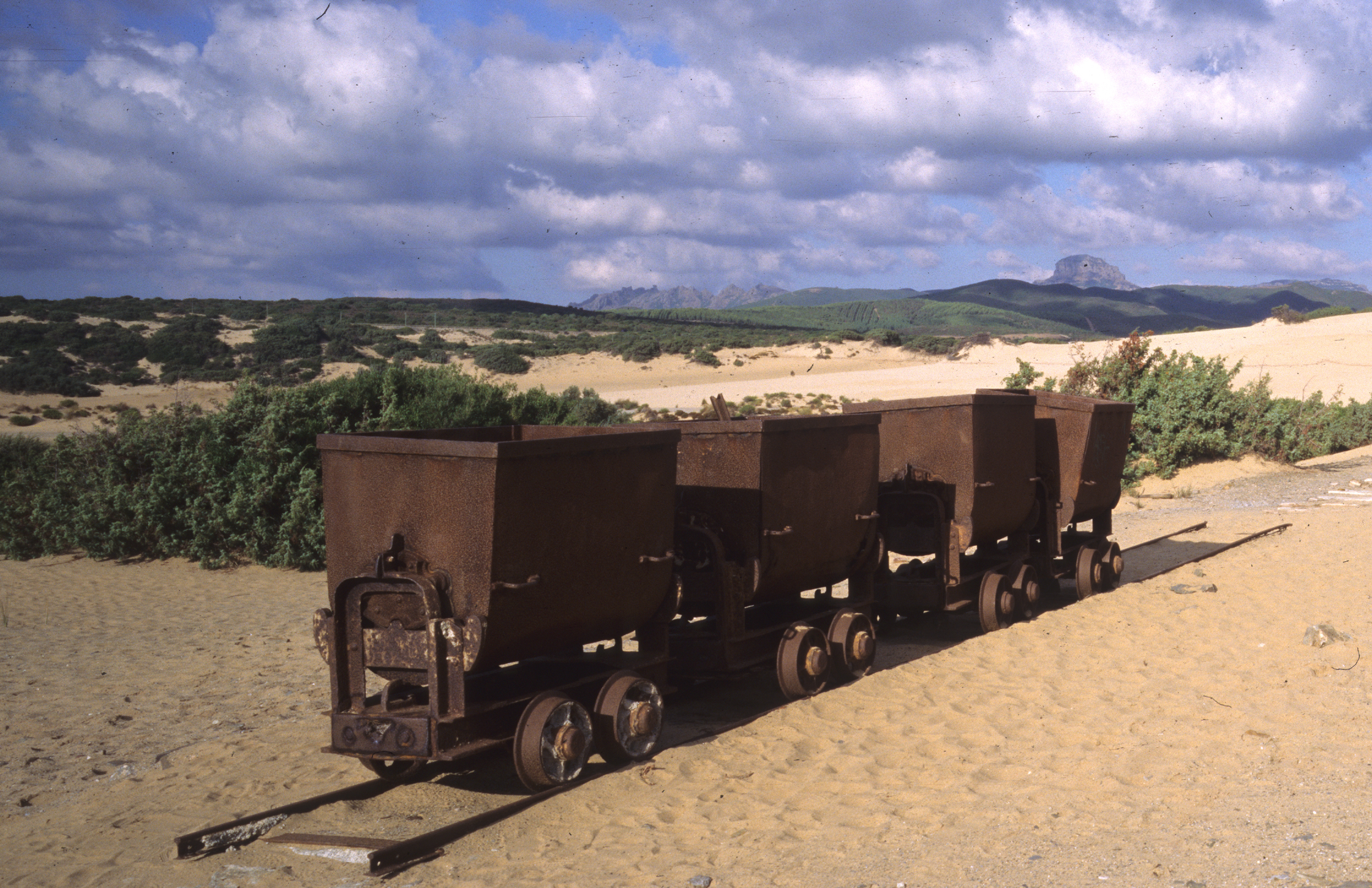
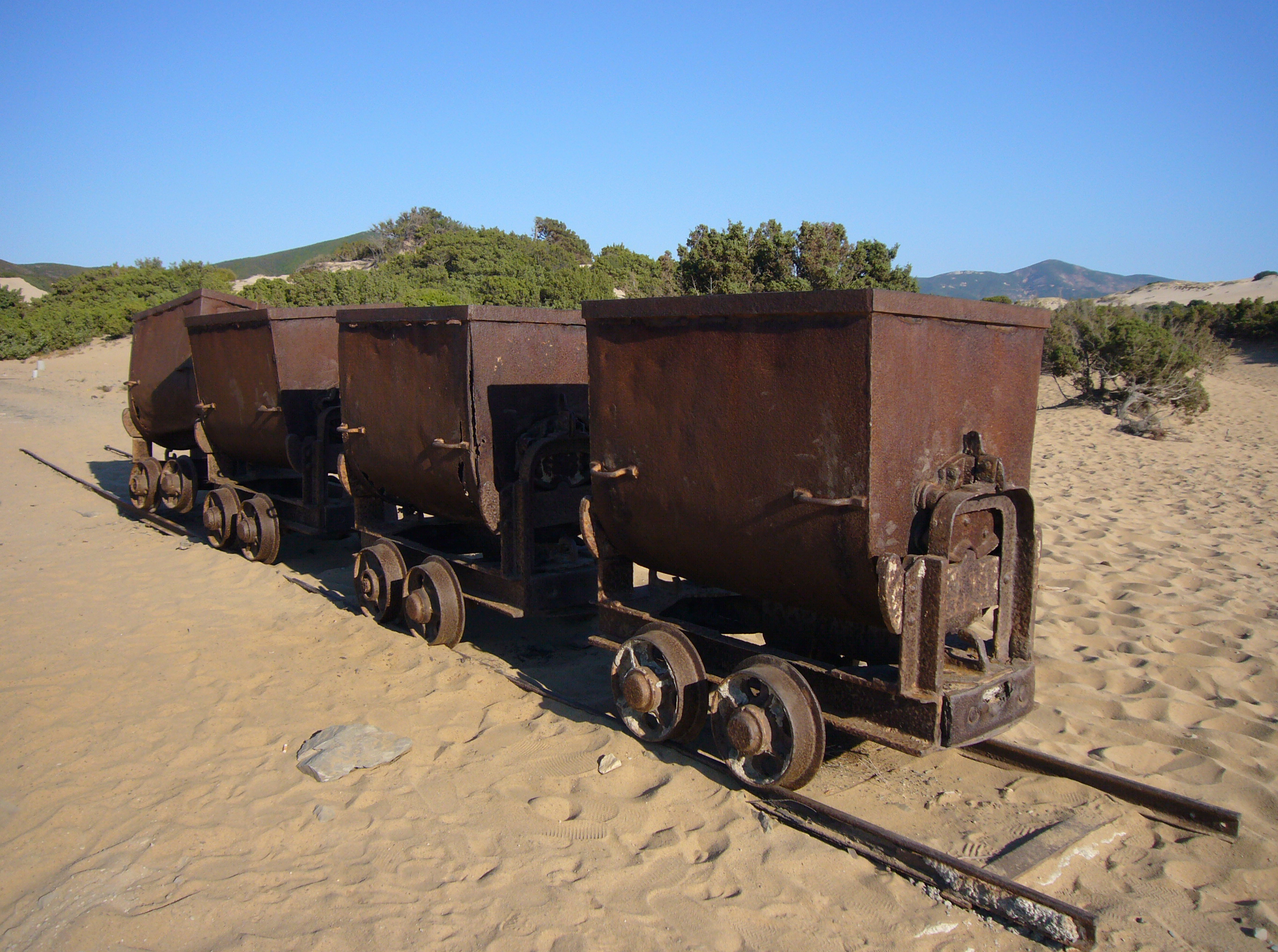
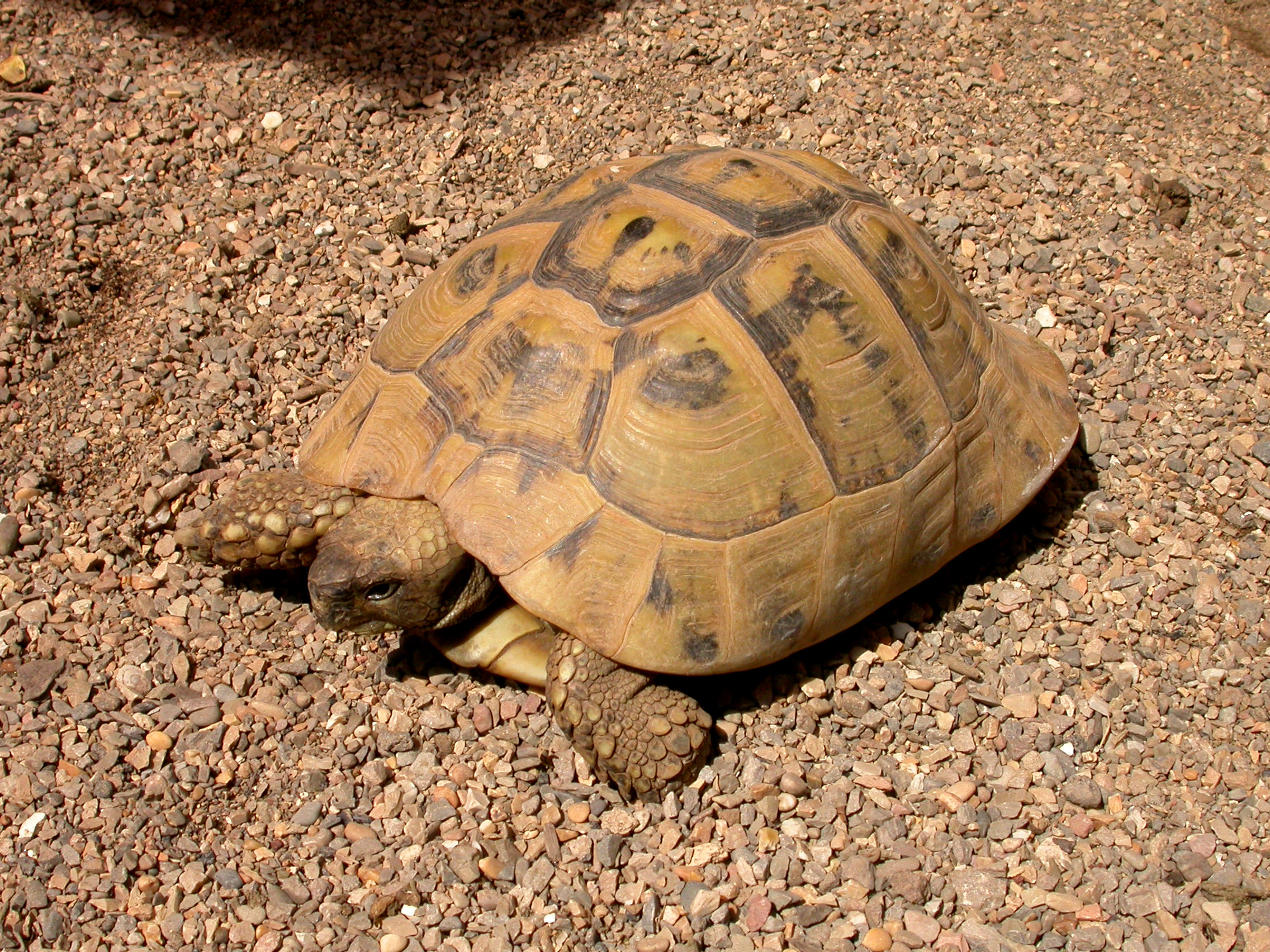
Testuggine nel deserto